# Rallylydnad
Rallylydnad är en relativt ny hundsport. 
Rallylydnad kan beskrivas som avancerad vardagslydnad. Vissa menar emellertid att sporten är en blandning mellan lydnadsprov, freestyle och agility. Rallylydnad går ut på att man ska ta sig igenom en bana med skyltar som har utformats av domaren (banan innehåller fler skyltar ju högre klass man tävlar i). På skyltarna finns det illustrerat och beskrivet ett rallylydnadsmoment som ekipaget skall utföra. Till skillnad från vid vanligt lydnadsprov får man berömma och prata med hunden hur mycket som helst under tävlingen. Det är viktigt att utstråla glädje och samarbete, men man får inte använda sig av föremål eller godis som belöning. I sin bedömning beaktar domaren samarbetet mellan hund och förare och hur väl momenten utförs.
Rallylydnad delas upp i fyra olika klasser: Nybörjar-, fortsättnings-, avancerad- och mästarklass. I Nybörjarklass är hunden kopplad medan i de andra klasserna kopplas hunden lös precis när man ska stiga in på plan. 